# Pecsétfa

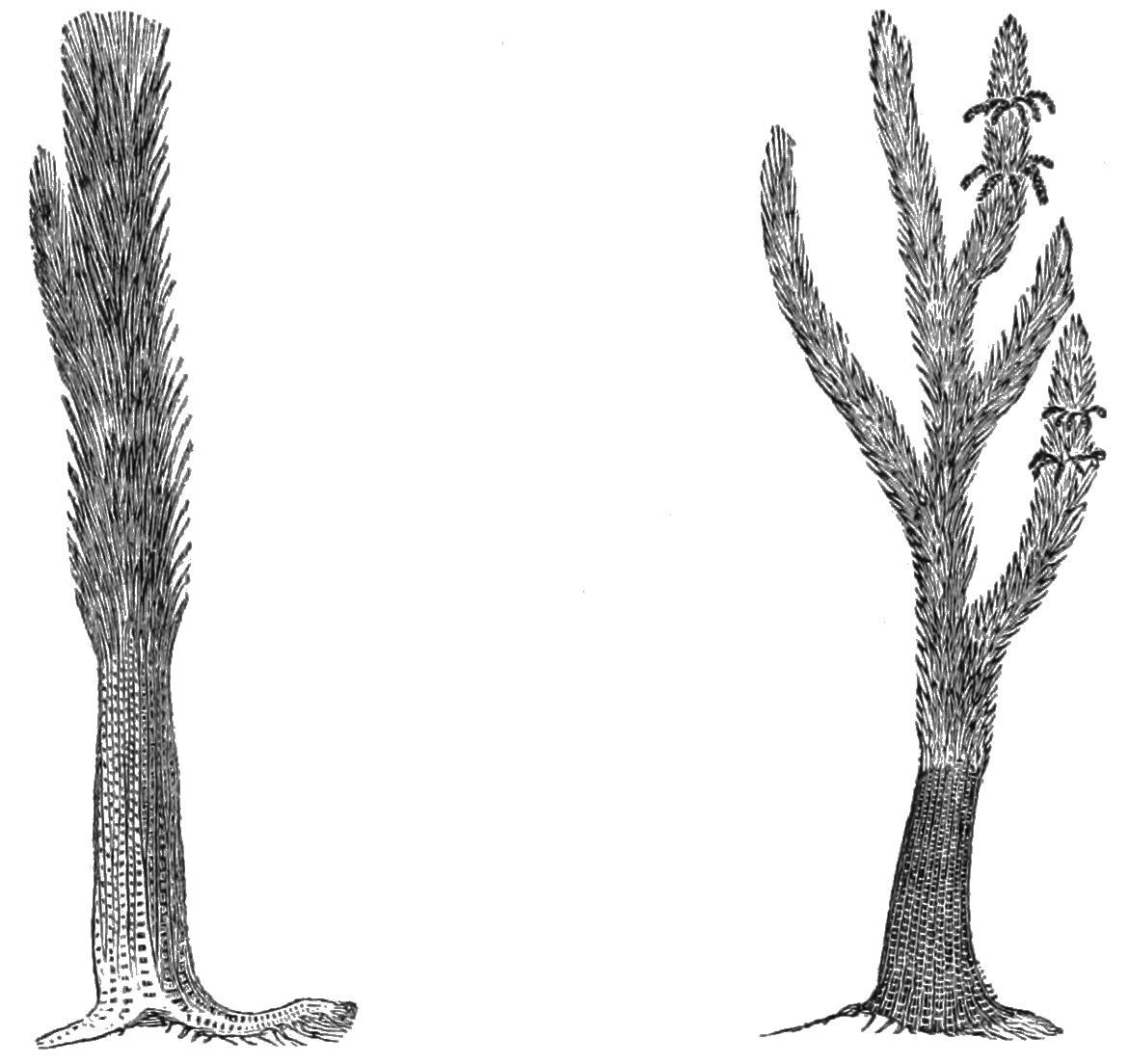
Elképzelések a növényről

A pecsétfa (Sigillaria) a pikkelyfák (Lepidodendropsida) osztályának Lepidodendrales rendjébe, ezen belül a pikkelyfafélék (Lepidodendraceae) családjába tartozó nemzetség.

## Tudnivalók
A pecsétfa egy fosszilis, spórás, faszerű nemzetség, amely a késő karbon korszakban volt elterjedt, de már a perm elejére eltűnt. A pecsétfa egy korpafű volt és rokonságban állt a valódi korpafüvekkel (Lycopodiopsida), de még közelebbi rokonságban a durdafüvekkel (Isoetales). Régebben a Lepidodendronnal helyezték egy nemzetségbe. A pecsétfa egy faszerű növény volt, magas, néha szétágazó törzzsel, amelynek hiányzott a fás része. A törzsnek a támaszt, a gyűrűkben elhelyezkedő levéltokok alkották, amelyek a törzs felszínén ültek. A törzs belseje parenchimával volt teli. Az idős levéltokok szétnyíltak, ahogyan a növény kezdett nőni, így létrehozva a jellegzetes rombusz alakú mintát, amely a kövületeken látható. A törzsön fotoszintetizáló réteg helyezkedett el, ami azt jelenti, hogy a pecsétfa törzse zöld színű volt.
A 20-30 méter magas faszerű növény törzse nem ágazott el, csúcsán körülbelül 1 méter hosszú, keskeny levelekből álló levélüstök fejlődött. A leveken csak egy erezet húzódott. A növény, spóráit tobozszerű képződményekben termelte, ezek az ágak végén helyezkedtek el. A pecsétfának, mint a többi korpafűnek rövid volt az élete; néhány év alatt kifejlődött, szaporodott és elhalt.
Egyesek szerint a pecsétfa csak egyszer szaporodott az élete során, szaporodása után mindjárt elpusztult, de ez még nem bizonyított.

## Rendszerezés
A nemzetségbe az alábbi fajok tartoznak:
- Sigillaria alveolaris Brongniart, (1828)
- Sigillaria barbata Weiss, (1887)
- Sigillaria bicostata Weiss, (1887)
- Sigillaria boblayi Brongniart, (1828)
- Sigillaria brardii Brongniart, (1828)
- Sigillaria cancriformis Weiss, (1887)
- Sigillaria cristata Sauveur, (1848)
- Sigillaria cumulata Weiss, (1887)
- Sigillaria davreuxii Brongniart, (1828)
- Sigillaria densifolia Brongniart, (1836)
- Sigillaria elegans Sternberg, (1825)
- Sigillaria elongata Brongniart, (1824)
- Sigillaria fossorum Weiss, (1887)
- Sigillaria hexagona Brongniart, (1828)
- Sigillaria loricata Weiss, (1887)
- Sigillaria mammiliaris Brongniart, (1824)
- Sigillaria menardi Brongniart, (1828)
- Sigillaria micaudi (Zeller, (1886-1888)
- Sigillaria monostigma Lesquereux, (1866)
- Sigillaria orbicularis Brongniart, (1828)
- Sigillaria ovata Sauveur, (1848)
- Sigillaria pachyderma Brongniart, (1828)
- Sigillaria principes Weiss, (1881)
- Sigillaria reticulata Lesquereux, (1860)
- Sigillaria rugosa Brongniart, (1828)
- Sigillaria saulii Brongniart, (1836)
- Sigillaria schotheimiana Brongniart, (1836)
- Sigillaria scutellata Brongniart, (1822)
- Sigillaria sillimanni Brongniart, (1828)
- Sigillaria tesselata Brongniart, (1828)
- Sigillaria transversalis Brongniart, (1828)
- Sigillaria trigona Sternberg, (1826)
- Sigillaria voltzii Brongniart, (1828)

## Fordítás
- Ez a szócikk részben vagy egészben  a   Sigillaria című angol Wikipédia-szócikk ezen változatának fordításán alapul.  Az eredeti cikk szerkesztőit annak laptörténete sorolja fel. Ez a jelzés csupán a megfogalmazás eredetét és a szerzői jogokat jelzi, nem szolgál a cikkben szereplő információk forrásmegjelöléseként.